# Deeringia holostachya
Deeringia holostachya là loài thực vật có hoa thuộc họ Dền. Loài này được Baker mô tả khoa học đầu tiên năm 1890.